# Zick-Zack-Ofen

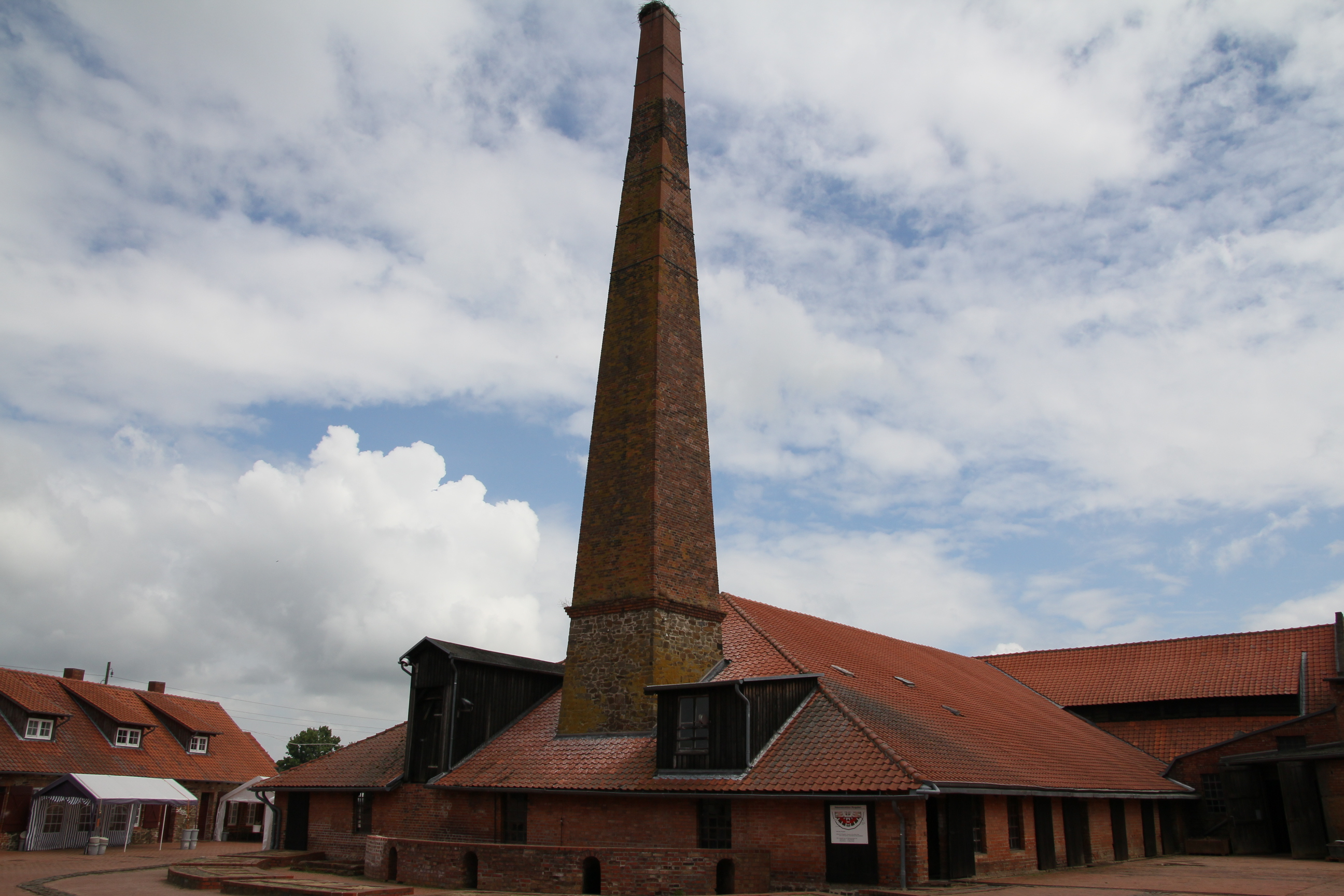
Zick-Zack-Ofen im Ziegeleimuseum Hundisburg

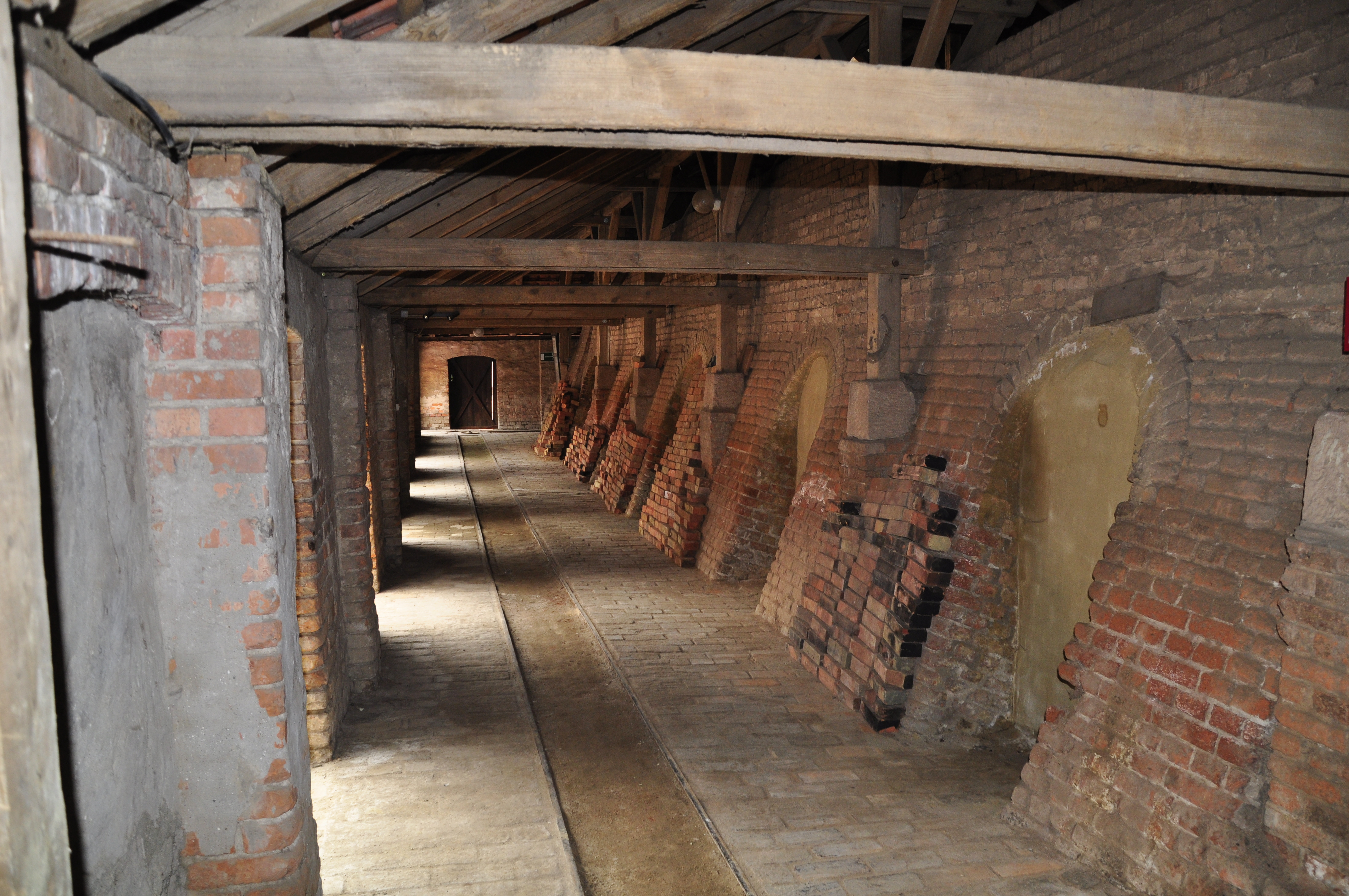
Zick-Zack-Ofen Hundisburg: Während des Brennvorgangs zugemauerte Kammeröffnungen (rechts)

Ein Zick-Zack-Ofen ist ein Brennofen für das Brennen von Mauer- und Dachziegeln. Er wurde zu Anfang des 20. Jahrhunderts eingeführt und besonders in kleineren Ziegeleien oder für kleinere Chargen verwendet. Der Brennkanal hat eine „Zickzack“-Form, die den Vorteil hat, dass man in kleinen Abteilen und auf engem Raum die Vorzüge des sonst zumeist eingesetzten Ringofens nutzen kann, da die Trennung der Abteile mittels massiver Wände es ermöglicht, jede Kammer zweckentsprechend zu beaufschlagen.
Der Ofen hat geringere Baukosten als die klassischen Ringöfen und wird meist in die Erde gelegt. Er hat einen oberen querliegenden Rauchabzug, zu dem die aus dem Brennkanal führenden Kanäle führen. Der Ziegeleinsatz wird mit einer Flachschicht und darüber mit einer Rollschicht bedeckt. In letzterer wird über jedem Heizschacht, der die zur Brennstoffaufgabe erforderlichen Öffnungen besitzt, freigelassen und auf diesem besonders konstruierte Heizkästen mit Deckel aufgesetzt. Die Fugen in der Decke werden mit Lehm verstrichen und über das Ganze wird eine etwa 10 cm hohe Schicht aus Erde oder Sand ausgebreitet.
Einen betriebsfähigen Zick-Zack-Ofen kann man in der Ziegelei Hundisburg im Betrieb besichtigen.